# Andrzej Szczęsny
Andrzej Szczęsny (ur. 31 października 1982) – polski narciarz alpejski, paraolimpijczyk, występujący w konkurencjach dla zawodników jeżdżących na stojąco. Zawodnik klubu Start Bielsko-Biała.
W wieku 10 lat przeszedł zabieg amputacji prawej nogi, zajętej przez nowotwór kości. Ukończył szkołę zawodową dla niepełnosprawnych w Busku-Zdroju.
Szczęsny zadebiutował w międzynarodowych zawodach sportowych w roku 2000. W 2004 zajął 5. miejsce w slalomie gigancie na mistrzostwach świata. Znajdował się w kadrze na Igrzyska Paraolimpijskie w Turynie w 2006, jednak podczas treningu przed zawodami złamał kość piszczelową. Na igrzyskach wystąpił dopiero 4 lata później w Vancouver.
25 kwietnia 2015 zwyciężył w I edycji programu rozrywkowego „Celebrity Splash!”. Otrzymał nagrodę 100 tysięcy złotych, z czego połowę przeznaczył na leczenie chorego Oliwiera.

## Osiągnięcia sportowe
Szczęsny jest mistrzem Polski w slalomie oraz wicemistrzem w slalomie gigancie i superkombinacji z 2014 roku.
Igrzyska Paraolimpijskie
- Zimowe Igrzyska Paraolimpijskie 2010 – slalom: 26. miejsce, slalom gigant: 25. miejsce, supergigant: 30. miejsce, superkombinacja: 15. miejsce[1]

Mistrzostwa świata
- 2004 Wildschönau – slalom: 11. miejsce, slalom gigant: 5. miejsce[1]
- 2009 Jeongseon – slalom: 13. miejsce, supergigant: 35. miejsce[1]
- 2013 La Molina – slalom: 7. miejsce, slalom gigant: 19. miejsce[1]